# سرمزده
سرمزده نام روستایی از توابع بخش مرکزی شهرستان خلیل‌آباد در استان خراسان رضوی است. این روستا در دهستان حومه قرار دارد و برپایهٔ سرشماری مرکز آمار ایران در سال ۱۳۸۵، جمعیت آن ۶۴۳ نفر (۱۷۳ خانوار) بوده است.